# شهرستان وته
شهرستان وته یکی از شهرستان‌های کشور تانزانیا و مرکز استان پمبای شمالی می‌باشد که در سواحل شمال غربی جزیره پمبا واقع شده‌است.
جزیره کوچک ماتامبوه که خرابه‌های یکی از شهرهای دوران قرون وسطی را در خود جای داده‌است در فاصلهٔ کمی از شهرستان وته قرار دارد.